# Allobrogok

Gallia az i. e. 1. században, kinagyítva az allobroxok (allobroges) területei is láthatók.

Az allobrogok harckedvelő kelta törzs volt Galliában, a mai Rhône folyó és a Genfi-tó között. Városaik voltak a mai Lyon, Saint-Étienne és Grenoble Franciaországban és Isère Svájcban. Fővárosuk a mai Vienne volt.
Az allobrogokat legkorábban Polübiosz görög történetíró említi i. e. 150 és i. e. 130 között, amikor beszámol róla, hogy sikertelenül vették fel a harcot Hannibál Alpokon átkelő seregei ellen.

## Kapcsolataik Rómával
Az allobrogok harcosaikról, gazdagságukról és gabonaimportjukról voltak ismertek. A Rhône völgyének jó része az övék volt, és fontos hágókat ellenőriztek Itália szomszédságában (például a Via Agrippa.
i. e. 123-ban menedéket adtak Tuto-Motulusnak, a salluvius királyának, akit Róma legyőzött. Visszautasították, hogy kiadják a királyt. Róma hadat üzent, és Cnaeus Domitius Ahenobarbus consul vezetésével megindultak a légiók. i. e. 121-ben Quintus Fabius Maximus legyőzte, és alávetette az allobrogokat, és ezért a tettéért megkapta az Allobrogicus melléknevet.
i. e. 65-ben az allobrog vezér Catugnatus fellázadt, de Caius Pomptinus Soloniumnál (valószínűleg La Sône)  legyőzte.  
i. e. 63-ban Catilina felajánlotta az allobrogoknak, hogy csatlakozzanak a felkeléséhez, de visszautasították, sőt le is leplezték az összeesküvést.
Iulius Caesar seregét a gall háborúban allobrog segédcsapatok kísérték. Augustus Gallia Narbonensis, majd később Gallia Viennensis provinciákat hozta létre az allobrogoknak. A Római Birodalom idején Vienne gyorsan fejlődött, nőtt és 100-ban Tacitus már így írja le: „historikus és impozáns”. A feltárások nagyméretű raktárakat hoztak itt a felszínre. Vienne adót szedett a Via Agrippán és más római utakon zajló forgalom után.